# Wapakoneta
Wapakoneta est une petite ville de l'État de l'Ohio, aux États-Unis.
Elle est le siège du comté d'Auglaize.

## Géographie
Selon les données du Bureau du recensement des États-Unis, Wapakoneta a une superficie de  14,8 km² (soit 5,7 mi²) dont 14,7 km2 (soit 5,7 m²) en surfaces terrestres et 0,2 km² (soit 0,1 mi²) en surfaces aquatiques.

## Démographie
Wapakoneta était peuplée, lors du recensement de 2000, de 9 474 habitants.

## Personnalités liées à la ville
- Neil Armstrong, astronaute, premier homme à avoir marché sur la Lune, est né à Wapakoneta en 1930. L'aéroport de la ville (Neil Armstrong Airport, code AITA : AXV) est nommé en son honneur.